# Antonio Barrios (attore)
Antonio Barrios (Alghero, 17 giugno 1953) è un attore italiano.

## Biografia
Attore attivo al cinema e in televisione, è stato occasionalmente anche aiuto-regista in due pellicole: Tiempo de revancha di Adolfo Aristarain (1981) e Punto di fuga di Claudio Del Punta (1993).

## Filmografia

### Cinema
- 2019 - Dopo la caduta di New York, regia di Sergio Martino (1983)
- College, regia di Castellano e Pipolo (1984)
- A me mi piace, regia di Enrico Montesano (1985)
- Scuola di ladri, regia di Neri Parenti (1986)
- Troppo forte, regia di Carlo Verdone (1986)
- Snack Bar Budapest, regia di Tinto Brass (1988)
- Dark Bar, regia di Stelio Fiorenza (1988)
- Punto di fuga, regia di Claudio Del Punta (1993)
- Picadero de malillas, regia di Miguel A. Chavez (2003)

### Televisione
- Classe di ferro – serie TV, episodio 2x04 (1991)
- Un commissario a Roma – serie TV, episodio 1x04 (1993)
- Tre passi nel delitto: Cherchez la femme (Cherchez la femme), regia di Fabrizio Laurenti – film TV (1993)
- Donna – miniserie TV, puntata 4 (1996)